# Adjumani (plaats)
Adjumani is de hoofdplaats van het district Adjumani in het noorden van Oeganda.
Adjumani telde in 2002 bij de volkstelling 20.022 inwoners.